# Ayaka Hirahara
Pour les articles homonymes, voir Hirahara.
 Ayaka Hirahara  (平原綾香, Hirahara Ayaka) est une chanteuse japonaise, née le 9 mai 1984 à Tokyo, qui débute en 2003. Durant les huit années suivantes, elle sort une quarantaine de singles et albums. Elle est aussi apparue dans un drama en 2008.

## Discographie

### Singles
- 17/12/2003 - Jupiter
- 18/02/2004 - Ashita
- 26/05/2004 - Kimi to Iru Jikan no Naka de
- 28/07/2004 - Niji no Yokan
- 07/10/2004 - BLESSING Shukufuku
- 25/11/2004 - Hello Again, JoJo
- 26/01/2005 - Ashita
- 25/05/2005 - Eternally
- 28/09/2005 - Banka (Hitori no Kisetsu) / Inochi no Namae
- 18/01/2006 - Chikai
- 19/07/2006 - Voyagers / Kokoro
- 15/11/2006 - CHRISTMAS LIST
- 28/11/2007 - Ima, Kaze no Naka de
- 23/01/2008 - Hoshi Tsumugi no Uta
- 16/04/2008 - Kodoku no Mukou
- 16/07/2008 - Sayonara Watashi no Natsu
- 12/11/2008 - Nocturne / Campanula no Koi
- 25/02/2009 - Akane
- 27/05/2009 - Shinsekai
- 26/08/2009 - Mio Amoré
- 21/10/2009 - Ave Maria ! ~Schubert~
- 13/01/2010 - Sailing my life (Hirahara Ayaka×Fujisawa Norimasa)
- 24/02/2010 - Keropak
- 19/05/2010 - Ifuu Doudou / JOYFUL, JOYFUL
- 29/09/2010 - Greensleeves
- 02/02/2011 - Wakare no Kyoku / Someone to watch over me
- 29/06/2011 - Ohisama - Taisetsuna Anata E
- 02/11/2011 - My Road

### Albums
- 18/02/2004 - ODYSSEY
- 25/11/2004 - The Voice
- 02/11/2005 - From To
- 23/03/2006 - 4 Tsu no L
- 31/01/2007 - Sora (そら; Sky)
- 13/02/2008 - Jupiter ~Hirahara Ayaka Best~
- 03/12/2008 - Path of Independence
- 02/09/2009 - my Classics !
- 09/06/2010 - my Classics 2
- 02/03/2011 - my Classics 3

## Apparition
- 2008 - Kaze no Garden (drama)

## Liens Externes
- (en) Site Officiel
- (en) « Ayaka Hirahara » (présentation), sur l'Internet Movie Database